# Ponte General Rafael Urdaneta

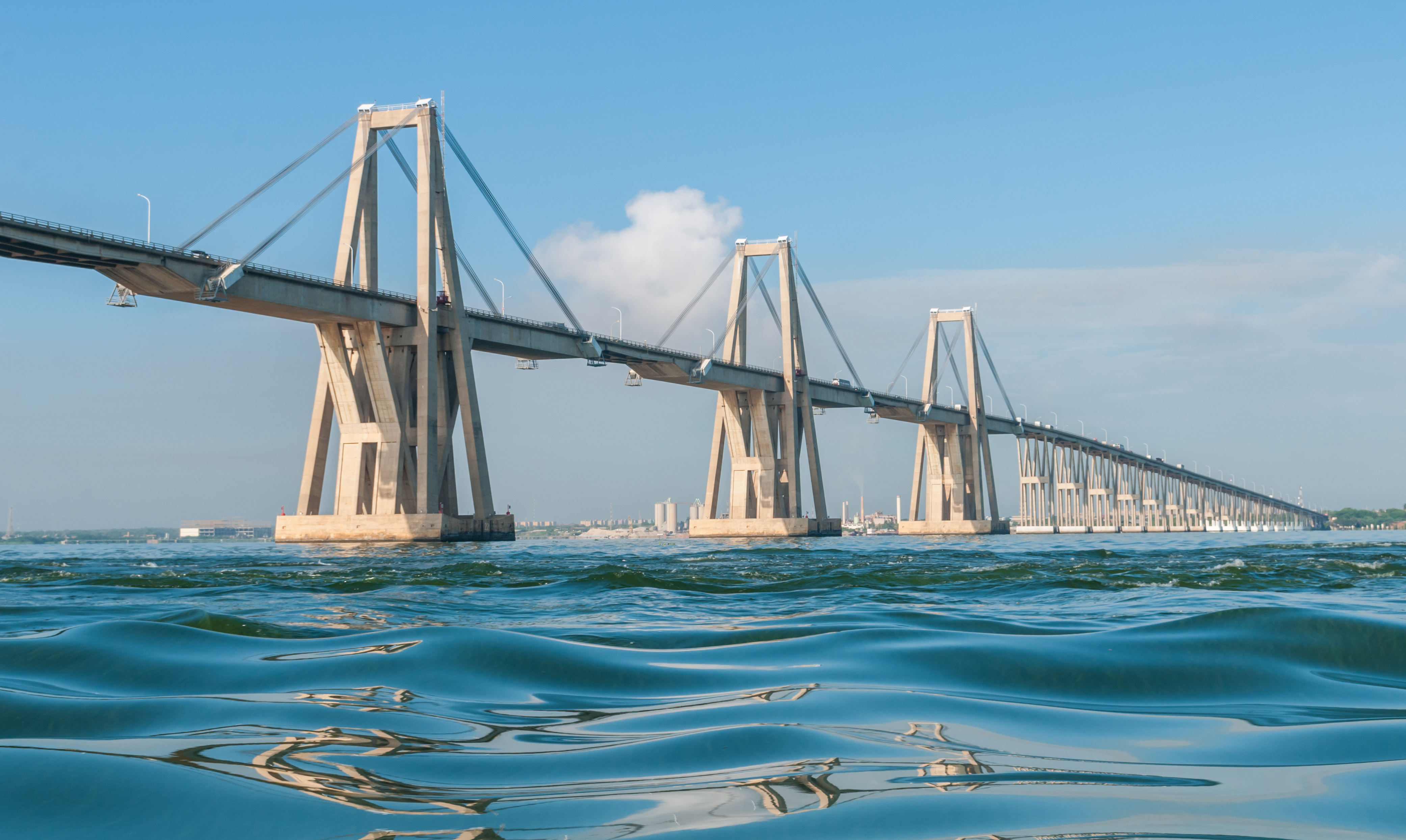
Ponte Rafael Urdaneta,

A Ponte General Rafael Urdaneta está localizada na saída do Lago de Maracaibo, no oeste da Venezuela. A ponte liga Maracaibo com a maior parte do resto do país. Foi nomeada em homenagem ao general Rafael Urdaneta, um herói venezuelano da guerra de independência do país. 
Sua construção começou em 1958 e foi inaugurada em 24 de agosto de 1962, pelo então presidente da Venezuela, Rómulo Betancourt.
Feita de concreto armado e protendido, a ponte estaiada se estende por 8.678 metros de costa a costa. Os cinco vãos principais têm cada um 235 metros de comprimento.Eles são suportados a partir de torres de 92 metros de altura e fornecem 46 metros de espaço livre para a água abaixo. A ponte transporta apenas veículos.

### Bibliográficas
- Dupré, Judith: "Bridges", Könemann, 1998, ISBN 3-8290-0408-7
- Virlogeux, Michel: "Bridges with Multiple Cable Stayed Spans", Structural Engineering International, 1/2001